# Campionati mondiali di nuoto in vasca corta
I campionati mondiali di nuoto in vasca corta sono una manifestazione organizzata dalla FINA dedicata alle gare di nuoto in piscina non olimpica (25 metri). La rassegna si svolge biennalmente, dal 2000 negli anni pari.

## Programma
Le gare disputate sono state 32 nelle prime tre edizioni. Nel 1999 sono diventate 40 con l'introduzione dei 50 metri negli stili dorso, rana e delfino e dei 100 metri misti. Dall'edizione del 2014 le gare sono 46. A partire dall'edizione di Melbourne 2022, poi, sono stati inseriti nel programma i 1500 stile libero donne e gli 800 stile libero uomini. Questo l'elenco delle gare disputate:
- Stile libero: 50 m, 100 m, 200 m, 400m, 800 m, 1500 m.
- Dorso: 50 m, 100 m, 200 m.
- Rana: 50 m, 100 m, 200 m.
- Delfino: 50 m, 100 m, 200 m.
- Misti: 100 m, 200 m, 400 m.
- Staffette: 4x50 m stile libero, 4x100 m stile libero, 4x200 m stile libero, 4x50 m misti, 4x100 m misti;
- Staffette a squadre miste: 4x50 m stile libero, 4x50 m mista.

## Edizioni
| No.  | Anno | Sede                             | Date                     | Gare | n° atl. | n° naz. | Miglior nazione       |
| ---- | ---- | -------------------------------- | ------------------------ | ---- | ------- | ------- | --------------------- |
| I    | 1993 | Palma di Maiorca ( Spagna)       | 2 - 5 dicembre           | 32   | 313     | 46      | Cina (10/5/1)         |
| II   | 1995 | Rio de Janeiro ( Brasile)        | 30 novembre - 3 dicembre | 32   | 350     | 57      | Australia (12/7/7)    |
| III  | 1997 | Göteborg ( Svezia)               | 17 - 20 aprile           | 32   | 501     | 71      | Australia (9/2/8)     |
| IV   | 1999 | Hong Kong                        | 1º - 4 aprile            | 40   | 516     | 61      | Australia (9/11/6)    |
| V    | 2000 | Atene ( Grecia)                  | 16 - 19 marzo            | 40   | 563     | 78      | Stati Uniti (9/7/10)  |
| VI   | 2002 | Mosca ( Russia)                  | 3 - 6 aprile             | 40   | 599     | 92      | Australia (10/7/1)    |
| VII  | 2004 | Indianapolis ( Stati Uniti)      | 7 - 11 ottobre           | 40   | 502     | 94      | Stati Uniti (21/7/8)  |
| VIII | 2006 | Shanghai ( Cina)                 | 5 - 9 aprile             | 40   | 578     | 116     | Australia (12/9/4)    |
| IX   | 2008 | Manchester ( Regno Unito)        | 9 - 13 aprile            | 40   | 636     | 117     | Stati Uniti (10/6/1)  |
| X    | 2010 | Dubai ( Emirati Arabi Uniti)     | 15 - 19 dicembre         | 40   | 780     | 148     | Stati Uniti (12/6/7)  |
| XI   | 2012 | Istanbul ( Turchia)              | 12 - 16 dicembre         | 40   | 958     | 162     | Stati Uniti (11/8/8)  |
| XII  | 2014 | Doha ( Qatar)                    | 3 - 7 dicembre           | 46   | 968     | 174     | Brasile (7/1/2)       |
| XIII | 2016 | Windsor ( Canada)                | 6 - 11 dicembre          | 46   |         | 172     | Stati Uniti (8/15/7)  |
| XIV  | 2018 | Hangzhou ( Cina)                 | 7 - 11 dicembre          | 46   |         | 171     | Stati Uniti (17/15/4) |
| XV   | 2021 | Abu Dhabi ( Emirati Arabi Uniti) | 16 - 21 dicembre         | 46   | 943     | 183     | Stati Uniti (9/9/12)  |
| XVI  | 2022 | Melbourne ( Australia)           | 13 - 18 dicembre         | 48   | 721     | 154     | Stati Uniti (17/13/6) |
| XVII | 2024 | Budapest ( Ungheria)             | 10 - 15 dicembre         | 45   |         | 189     | Stati Uniti (18/13/8) |

## Medagliere complessivo
Aggiornato a Melbourne 2022
| Pos.   | Paese                | Oro | Argento | Bronzo | Totale |
| ------ | -------------------- | --- | ------- | ------ | ------ |
| 1      | Stati Uniti          | 143 | 127     | 101    | 371    |
| 2      | Australia            | 92  | 97      | 78     | 267    |
| 3      | Cina                 | 46  | 42      | 42     | 130    |
| 4      | Russia               | 34  | 35      | 48     | 117    |
| 5      | Svezia               | 32  | 25      | 24     | 81     |
| 6      | Paesi Bassi          | 24  | 28      | 28     | 80     |
| 7      | Brasile              | 24  | 9       | 23     | 56     |
| 8      | Sudafrica            | 23  | 18      | 8      | 49     |
| 9      | Gran Bretagna        | 22  | 43      | 44     | 109    |
| 10     | Giappone             | 21  | 16      | 25     | 62     |
| 11     | Ungheria             | 21  | 11      | 11     | 43     |
| 12     | Germania             | 20  | 27      | 27     | 74     |
| 13     | Italia               | 16  | 36      | 30     | 82     |
| 14     | Canada               | 16  | 27      | 25     | 68     |
| 15     | Ucraina              | 15  | 12      | 14     | 41     |
| 16     | Danimarca            | 10  | 5       | 16     | 31     |
| 17     | Spagna               | 9   | 4       | 8      | 21     |
| 18     | Francia              | 8   | 12      | 9      | 29     |
| 19     | Slovacchia           | 7   | 5       | 5      | 17     |
| 20     | Lituania             | 6   | 5       | 3      | 14     |
| 21     | Cuba                 | 6   | 1       | 2      | 9      |
| 22     | Finlandia            | 5   | 5       | 4      | 14     |
| 23     | Corea del Sud        | 5   | 2       | 0      | 7      |
| 24     | Croazia              | 5   | 1       | 3      | 9      |
| 25     | Polonia              | 4   | 8       | 16     | 28     |
| 26     | Giamaica             | 4   | 4       | 2      | 10     |
| 27     | Venezuela            | 4   | 2       | 1      | 7      |
| 28     | Zimbabwe             | 4   | 0       | 1      | 5      |
| 29     | Costa Rica           | 4   | 0       | 0      | 4      |
| 30     | Nuova Zelanda        | 3   | 7       | 4      | 14     |
| 31     | Slovenia             | 3   | 7       | 3      | 13     |
| 32     | Bielorussia          | 3   | 2       | 3      | 8      |
| 33     | Hong Kong            | 3   | 1       | 1      | 5      |
| 34     | Austria              | 2   | 6       | 2      | 10     |
| 35     | Tunisia              | 2   | 2       | 3      | 7      |
| 36     | Israele              | 2   | 0       | 2      | 4      |
| 37     | Norvegia             | 1   | 3       | 4      | 8      |
| 38     | Argentina            | 1   | 2       | 2      | 5      |
| 39     | Kazakistan           | 1   | 0       | 3      | 4      |
| 40     | Isole Cayman         | 1   | 0       | 0      | 1      |
| 41     | Romania              | 0   | 4       | 4      | 8      |
| 42     | Svizzera             | 0   | 2       | 6      | 8      |
| 43     | Rep. Ceca            | 0   | 2       | 1      | 3      |
| 44     | Trinidad e Tobago    | 0   | 1       | 3      | 4      |
| 45     | Irlanda              | 0   | 1       | 2      | 3      |
| 46     | Algeria              | 0   | 1       | 1      | 2      |
| 47     | Moldavia             | 0   | 1       | 0      | 1      |
| 47     | Portogallo           | 0   | 1       | 0      | 1      |
| 49     | Belgio               | 0   | 0       | 2      | 2      |
| 50     | Bahamas              | 0   | 0       | 1      | 1      |
| 50     | Bosnia ed Erzegovina | 0   | 0       | 1      | 1      |
| 50     | Fær Øer              | 0   | 0       | 1      | 1      |
| 50     | Grecia               | 0   | 0       | 1      | 1      |
| 50     | Porto Rico           | 0   | 0       | 1      | 1      |
| 50     | Serbia               | 0   | 0       | 1      | 1      |
| 50     | Turchia              | 0   | 0       | 1      | 1      |
| Totale | Totale               | 652 | 650     | 651    | 1953   |